# Moro (Sprache)
Moro ist eine kordofanische Sprache, die in Kordofan im Sudan gesprochen wird.
Sie zählt zur Gruppe der Heiban-Sprachen innerhalb der Niger-Kongo-Sprachfamilie und die Sprecher der Sprache sind alle zweisprachig mit der Sprache Arabisch.